# ماونت کوت-تا، کوئینزلند
ماونت کوت-تا (به انگلیسی: Mount Coot-tha) یک حومه شهر در استرالیا است که در کوئینزلند واقع شده‌است. در سرشماری سال ۲۰۱۶، هیچ‌کس ساکن این حومه شهر نبود و زندگی نمی‌کرد.

## جغرافیا
این کوه از سطح دریا ۲۸۷ متر ارتفاع دارد و دارای بالاترین قله در ردپای شهری بریزبن است. این محدوده شرقی رشته کوه تیلور را تشکیل می‌دهد و تقریباً شش کیلومتر (۴ مایل) در غرب از مرکز بریزبن واقع شده‌است. این مکان که که از بیشتر نقاط شهر قابل مشاهده است، یک مکان گردشگری محبوب که شامل باغ گیاه‌شناسی بریزبن و سیاره توماس بریزبن، و همچنین یک مسیر رانندگی کوهستانی، مسیرهای دوچرخه سواری، پارک‌هایی از جمله یک آبشار و برج‌های تلویزیون و رادیو است.